# Giuseppe Galante
Giuseppe Galante, född 2 september 1937 i Domaso i Lombardiet, död 20 december 2021 i Gravedona ed Uniti i Lombardiet, var en italiensk roddare.
Galante blev olympisk silvermedaljör i fyra utan styrman vid sommarspelen 1960 i Rom.